# Ramsø Kommune
Ramsø Kommune i Roskilde Amt blev dannet ved kommunalreformen i 1970. Ved strukturreformen i 2007 blev den indlemmet i Roskilde Kommune sammen med Gundsø Kommune.

## Tidligere kommuner
Ramsø Kommune blev dannet inden kommunalreformen ved frivillig sammenlægning af 2 sognekommuner:
| Kommune      | Folketal september 1965 | Byer                         |
| ------------ | ----------------------- | ---------------------------- |
| Gadstrup-Syv | 2.403                   | Viby og del af Gadstrup      |
| Snoldelev    | 1.007                   | Snoldelev og del af Gadstrup |
| I alt        | 3.410                   |                              |

Ved selve kommunalreformen kom endnu en sognekommune med i Ramsø Kommune:
| Kommune        | Folketal 1. januar 1970 | Byer                         |
| -------------- | ----------------------- | ---------------------------- |
| Ramsø          | 3.894                   |                              |
| Ørsted-Dåstrup | 1.637                   | Assendløse og Viby (Dåstrup) |
| I alt          | 5.531                   |                              |

Hertil kom Skalstrup ejerlav, der havde hørt til Vor Frue Sogn i Roskilde.

## Sogne
Ramsø Kommune bestod af følgende sogne, alle fra Ramsø Herred undtagen Snoldelev, der hørte til Tune Herred:
- Dåstrup Sogn
- Gadstrup Sogn
- Snoldelev Sogn
- Syv Sogn
- Ørsted Sogn

## Valgresultater
| 5 | 1 | 1 | 1 | 1 | 6 |

| 12 | 3 |

| 4 | 1 | 1 | 7 | 2 |

| 13 |

| 4 | 1 | 1 | 8 | 1 |

| 10 | 5 |

| 6 | 1 | 2 | 2 | 4 |

| 11 | 4 |

| 7 | 1 | 1 | 1 | 5 |

| 8 | 7 |

| 7 | 1 | 1 | 6 |

| 7 | 8 |

| 8 | 1 | 6 |

| 10 | 5 |

## Borgmestre[4]
| Periode   | Navn                | Parti             |
| --------- | ------------------- | ----------------- |
| 1970-1988 | Henry Berg Olsen    | Venstre           |
| 1988-1989 | Inga Skjærris       | Venstre           |
| 1990-2006 | Poul Lindor Nielsen | Socialdemokratiet |

## Sagen om valgsvindel
Efter kommunalvalget i 2001 indledte Roskilde Politi en efterforskning af mulig valgsvindel på Viby Kro. Politiet sigtede efterfølgende forhenværende borgmester Inga Skjærris (V) for at have sat kryds ud for sit eget navn på 70 stemmesedler. Efter længere tids efterforskning blev sigtelsen frafaldet og sagen henlagt.